# Goljak
Goljak je vesnice v Chorvatsku v Záhřebské župě. Je součástí opčiny města Jastrebarsko, od něhož se nachází 12 km severozápadně. V roce 2011 zde žilo 59 obyvatel.
Sousedními vesnicemi jsou Dragovanščak, Hrašća, Slavetić a Tihočaj